# كريستين هيريرا
كريستين هيريرا (بالإنجليزية: Kristin Herrera)‏ (و. 1989  م) هي ممثلة تلفزيونية، وممثلة أفلام أمريكية، ولدت في لوس أنجلوس، بدأت مشوارها المهني سنة 2000.

## الحياة والوظيفة
ولدت هيريرا في لوس أنجلوس، كاليفورنيا في 21 فبراير 1989. لديها شقيقان هم رايان وجوستين وآشلي. وهي من أصل مكسيكي وبورتوريكي وتتحدث الإسبانية بطلاقة. التحقت بمدرسة هيلكريست المسيحية في غرناطة هيلز، لوس أنجلوس.
عندما كانت في سن السادسة كانت تعمل في مجال الاعلانات وكان دورها التلفزيوني الأول في إعلان تجاري لخدمة الهاتف

### الأعمال التلفزيونية
| السنة | العرض               | الدور             | اسم الحلقة                        |
| ----- | ------------------- | ----------------- | --------------------------------- |
| 2001  | NYPD Blue           | Elena Rodriguez   | Episode: "Oh Golly Goth"          |
| 2002  | 7th Heaven          | Katie             | Episode: "Letting Go"             |
| 2002  | The Division        | Aimee Varga       | Episode: "Remembrance"            |
| 2002  | The Bernie Mac Show | Sophia            | Episode: "Bernie Mac Dance Party" |
| 2004  | ER                  | Frederika Meehan  | Episode: "The Student"            |
| 2004  | General Hospital    | Lourdes Del Torro | Recurring role                    |
| 2005  | Zoey 101            | Dana Cruz         | Main role (season 1)              |
| 2006  | دون أثر             | Rose Martinez     | Episode: "White Balance"          |
| 2020  | All That            | Herself           | Season 11 episode                 |

## وصلات خارجية
- كريستين هيريرا على موقع IMDb (الإنجليزية)
- كريستين هيريرا على موقع ألو سيني (الفرنسية)
- كريستين هيريرا على موقع أول موفي (الإنجليزية)
- كريستين هيريرا على موقع قاعدة بيانات الفيلم (الإنجليزية)
- كريستين هيريرا على موقع كينوبويسك (الروسية)
- كريستين هيريرا على موقع كينوبويسك (الروسية)